# روبرت جوفري
روبرت جوفري (بالإنجليزية: Robert Joffrey)، (في الفترة من 24 ديسمبر 1930 حتى 25 مارس 1988) كان راقصًا ومعلمًا ومنتجًا ومدرب رقص وأحد مؤسسي باليه جوفري [الإنجليزية]، أمريكي الجنسية، معروف برقصات الباليه الحديثة الحالمة.
عندما ولد، كان يحمل اسم عبد الله يافا باي خان في سياتل، واشنطن لأب أفغاني، وأم إيطالية.

## الحياة والعمل
درس جوفري الباليه والرقص الحديث في مدينة نيويورك وكان أول ظهور له في 1949 مع مدرب الرقص الفرنسي رولان بيتي، في باليه أوبرا باريس. منذ عام 1950 إلى عام 1955، درس في مدرسة نيويورك الثانوية للفنون الاستعراضية، حيث بدأ في عرض أولى عروض الباليه التي أداها.
في عام 1954، شكل فرقته الخاصة التي افتتحت بأول عرض لها لا بال ماسك (Le bal masqué) (الكرة الملثمة)، عام 1954' وكانت الموسيقى من تأليف الملحن الفرنسي فرانسيس بولان، وبيروت لونير (باليه) [الإنجليزية]، في عام 1955، والموسيقى من ألحان المؤلف النمساوي أرنولد شونبيرج). تتضمن أعمال جوفري الأخرى كلاً من جيملان (باليه)، في 1962 وأشترات (باليه) في 1967، الذي صمم بمصاحبة موسيقى الروك مع مؤثرات الإضاءة والصور المتحركة الخاصة.
اتخذت فرقة باليه روبرت جوفري، من مسرح مركز مدينة نيويورك مستقرًا لها عام 1966.
وفي 1982، نقلت أنشطتها الأساسية إلى لوس أنجلوس، كاليفورنيا وفي عام 1995 انتقلت إلى شيكاغو، إلينوي. تميزت بذخيرتها الفنية التجريبية، وسميت الفرقة «باليه جوفري في شيكاغو» بعد انتقالها ولكن بعد عودتها أطلق عليها اسم فرقة باليه جوفري. وإلى جانب أعمال جوفري، كانت الذخيرة الفنية لهذه الفرقة تتضمن جيرالد آربينو [الإنجليزية]، وهو المخرج المساعد لجوفري لفترة طويلة، وانتهى به الأمر مخرجًا فنيًا شرفيًا حتى وفاته في 2008، ورقصات باليه وكّل بها جوفري من قِبل مدربي رقص جدد، بالإضافة إلى أعمال بعض مدربي الرقص الجدد هؤلاء مثل جورج بالانشين (George Balanchine) وآلفين آيلي (Alvin Ailey) وتوايلا ثارب (Twyla Tharp).
توفي جوفري في 25 مارس 1988 بسبب إصابته بمرض متلازمة العوز المناعي المكتسب (الأيدز) عن عمر يناهز 57 عامًا في مدينة نيويورك، نيويورك. ودفن في كنيسة القديس يوحنا الإلهي.
انضم جوفري إلى المتحف الوطني للرقص في قاعة مشاهير السيد كورنليوس فاندربيلت ويتني وزوجته في 2000.

## وصلات خارجية
- The Gerald Arpino and Robert Joffrey Foundation
- Joffrey Ballet Official Website نسخة محفوظة 3 يناير 2014 على موقع واي باك مشين.
- Robert Joffrey at Find-A-Grave